# Kochi Nawrus
Kochi Nawrus (tadschikisch Кохи Наврӯз ‚Palast Nawrus‘) ist eine Palastanlage in der tadschikischen Hauptstadt Duschanbe.

## Anlage
Die Anlage, die ursprünglich als riesiges Teehaus geplant war, wurde angelegt, um Kunst und Handwerk Tadschikistans widerzuspiegeln. Zentrum der Anlage sind zwölf Hallen, die allesamt unterschiedlich gestaltet sind, wobei lokale Künstler und Handwerker eine entscheidende Rolle gespielt haben. So finden sich Malereien im persischen Stil, Schnitzereien, kostbare Steine aus ganz Tadschikistan und tadschikische Symbole in den großen Sälen des Palastes. Zudem gibt es Bankettsäle, eine Longe, zwei VIP-Räume, sowie eine Bowlingbahn.
Das zentrale Gebäude ist umgeben von einer Gartenanlage, in der sich Pavillons und Wasseranlagen befinden. Außerdem gibt es zahlreiche Wandbilder von Nationalhelden und tadschikischen Dichtern.

## Nutzung
Die Anlage steht der Öffentlichkeit zur Verfügung und ist eine beliebte Touristenattraktion der Stadt. Außerdem wird die Anlage für diplomatische Zwecke genutzt. Beispielsweise fand im Kochi Nawrus 2014 ein Gipfel der Staatschefs der Shanghaier Organisation für Zusammenarbeit statt.